# Dave Williams (Desperate Housewives)
Pour les articles homonymes, voir Williams et Dave Williams.
Dave Williams est un personnage de fiction de la série Desperate Housewives, interprété par Neal McDonough.

## Saison 5
Dave Williams apparaît lors du premier épisode de la cinquième saison, lorsqu'il menace un homme pour qu'il déménage. Il s'agit en réalité de racheter le bail d'Edie Britt, sa nouvelle femme. Il a changé son nom pour ne pas être retrouvé par son psychiatre. Son vrai nom est David Dash.
Il a un passé douteux, et a passé un certain temps dans un hôpital psychiatrique. On apprend à la fin du premier épisode qu'il recherche quelqu'un. Dans l'épisode 5, nous apprenons également que la personne qu'il recherche est « un homme qui a ruiné sa vie » : Mike Delfino. Cela se confirme dans l'épisode numéro 8 alors que son psychiatre vient à Fairview pour prévenir Mike du danger auquel il s’expose. Dave ne le supporte pas et tue son psychiatre mais prévient Mike, inconscient, lorsqu'il le sauve de l'incendie « Tiens le coup, j'en ai pas encore fini avec toi ». Il dit également que son frère, policier, avait été tué par un homme, acquitté car en état de légitime défense, bien que cela ne soit précisé, il est possible que ce policier ait été celui qu'avait tué Mike Delfino, comme il l'a révélé dans la première saison.
Dans l'épisode 10, on apprend que Dave Williams souhaite se venger de Mike qui a involontairement causé la mort de sa femme, Lelar « Lila » Dash et de sa petite fille, Paige Dash. En effet, ces deux personnes étaient à bord de la voiture qui est entrée en collision avec celle de Mike lors de l'accident dont Susan parle à Jackson, causant ainsi leur mort. À partir de l'épisode 20 sa soif de vengeance se retourne contre Susan Mayer, elle lui annonce en effet, sans le savoir, qu'elle était au volant lors de l'accident qui provoqua la mort de sa femme et sa fille.
Fou de rage, Dave imagine alors un plan pour se débarrasser de MJ : l'emmener à la pêche avec sa mère et le tuer afin de faire croire à un banal accident. Mais sachant qu'il sera mort après la réussite de son plan, il enregistre une vidéo dans laquelle il demande pardon à tout le monde pour cet acte odieux. Sachant que Mike et Katherine partent à Las Vegas pour se marier, il décide de lui donner cette cassette au dernier moment et lui dit de la regarder après son retour de mariage. Katherine ayant besoin de cassette, elle prend celle-ci par hasard et Mike découvre cette vidéo. Il abandonne donc Katherine à l'aéroport et se dépêche d'aller sauver Susan et MJ.
À la fin de la saison, Dave renonce à la dernière seconde à assassiner MJ. Il finit néanmoins par être interné dans un hôpital psychiatrique dans lequel il se remémore les derniers instants passés avec sa femme et sa fille avant leur accident. 